# Jesse Beyerling
Jesse Beyerling (* 16. Januar 2008 in Magdeburg; voller Name Hans-Jesse Bela Ben Beyerling) ist ein deutscher Jugenddarsteller.

## Leben
Erste Medienpräsenz hatte Jesse Beyerling 2012 in Ausbildungsproduktionen, später in Werbefilmen sowie 2020 im Kurzspielfilm von Niklas Bauer A Day in the Life of a Boy. Hier spielte er in einer Hauptrolle den Autisten Daan. Für diesen Auftritt erhielt er die Auszeichnung Best Leading Actor des Monats August der Rome Prisma Film Awards.
Ab 2024 spielt Beyerling in der Serie Uferpark – Gute Zeiten, wilde Zeiten mit dem Charakter Milo eine der Hauptrollen.

## Privatleben
Jesse Beyerlings Mutter ist die Produzentin Kathrin Beyerling (* 1970), sein Vater ist Hans-Jörg Beyerling (* 1961). Seine Geschwister Hans-Timo Beyerling, Lena Beyerling und Hans-Laurin Beyerling sind ebenfalls Schauspieler.

## Filmographie
- 2020: A Day in a Life of a Boy
- 2023: Polizeiruf 110: Du gehörst mir
- 2024: Uferpark – Gute Zeiten, wilde Zeiten